# Стилба
Стилба (грч. Στιλβη) је у грчкој митологији била тесалска нимфа.

## Етимологија
Име Стилба има значење „светлуцава (или сјајна) површина“.

## Митологија
Била је једна од најада, кћерка Пенеја и Креусе (по Диодору) или Океана и Тетије (по Хигину). У неким изворима, Хигинова Океанида се зове Стилбо. Њу је волео Аполон и она му је родила Лапита, епонимног краља племена Лапита, а према неким ауторима и Кентаура, праоца свих кентаура. Према неким изворима, они су били близанци.